# 화랑도 (무술)
화랑도(花郞道)는 1960년대 이주방과 이주상 형제가 창시하고 발전시킨 한국의 종합 무예이다.
내공, 외공, 무기공, 신공으로 나눈 무술과 인술의 무예로서 신라의 화랑들이 수련한 음양권(1900년간 57대 계승자인 수암선사에게 두 형제분이 전수받은 무술)과 현대무술을 체계화하였으며 고대 신라 천년황국의 화랑정신인 화랑오계를 현대 화랑도의 율법으로 정하고 창시자의 9개 교훈을 인성으로 교육하는 수도철학이며 인간수업의 대도로 승화하는 한국 정통 무술이다.  화랑도의 뜻은 "꽃과같은 아름다운 용사의 길"을 의미한다. 오픈 핸드 타격, 투기, 무기, 던지기 및 테이크 다운을 통한 스탠드 업 전투를 포함하여 여러 영역이 존재하며, 다양한 유형의 명상 수행; 지적 및 인성 발달, 그리고 예술적, 문화적 추구를 목적으로 한다.

## 같이 보기
- 화랑